# Лендрич, Иван
Иван Лендрич (хорв. Ivan Lendrić; род. 8 августа 1991, Сплит) — хорватский футболист, нападающий клуба «Хрватски Драговоляц».

## Клубная карьера
Родившийся в Сплите, Лендрич выступал в академии местного клуба «Хайдук». В сезоне 2009/2010, его последнем сезоне на молодёжном уровне, Лендрич стал лучшим бомбардиром хорватской академической лиги и был признан лучшим молодым игроком хорватской спортивной ежедневной газетой Sportske novosti.
Он стал профессионалом в июле 2010 года, но не смог пробиться в первую команду под руководством тренера Станко Поклеповича, поэтому был отдан в аренду в клуб боснийский клуб «Зриньски». Играя за команду из Мостара, Лендрич стал лучшим бомбардиром чемпионата Боснии и Герцеговины в сезоне 2010/2011, забив 16 голов.
Летом 2011 года он вернулся из аренды и присоединился к первой команде под руководством тренера Красимира Балакова. В своём первом профессиональном сезоне в «Хайдуке» он забил четыре гола в девятнадцати матчах, выходя основном на замену.
В июне 2012 года Лендрич подписал трёхлетний контракт с бельгийским клубом «Зюлте-Варегем».
После сезона в «Зюлте-Варегеме» Лендрич вернулся в Хорватию, где за 500 000 евро был приобретён клубом «Локомотива». В январе 2014 года его контракт с «Локомотивой» был расторгнут после всего лишь шести матчей за первую команду и отсутствия голов.
В феврале 2014 года Лендрич подписал контракт с клубом «Капфенберг» из Первой лиги Австрии, где забил пять голов в пятнадцати матчах. 30 августа того же года Лендрич подписал контракт с итальянским клубом Зюйдтироль.
В 2015 году Лендрич выступал за «Целе» из Словении, «Милсами» из Молдовы и «Керкиру» из Греции.
5 января 2016 года присоединился к клубу боснийскому клубу «Железничар». Команда из Сараево завершила сезон 2016/2017 на втором месте, а Лендрич с 19 голами вновь стал лучшим бомбардиром лиги.
В июле 2017 года Лендрич перешёл за 300 000 евро во французский клуб «Ланс» из Лиги 2, подписав трёхлетний контракт. После одного сезона в «Лансе» его контракт был расторгнут в июне 2018 года.
В июле 2018 года Лендрич отправился на просмотр в шотландский клуб «Хиберниан», но ему не предложили контракт.
8 августа 2018 года Лендрич подписал контракт со словенским клубом «Олимпия» (Любляна). 29 сентября он забил свой первый и единственный гол за клуб в своём дебютном матче национального кубка против «Триглава». 4 декабря 2018 года, через четыре месяца в «Олимпии», Лендрич покинул клуб.
24 декабря 2018 года Лендрич стал игроком румынского клуба «Германштадт». Свой первый гол за команду из Сибиу он забил 19 апреля 2019 года в домашнем матче против «Волунтари» (1:1).
21 июня 2019 года Лендрич вернулся в Боснию и Герцеговину и подписал двухлетний контракт с «Зриньски». Дебютировал и забил гол 11 июля 2019 года в выездной победе 3:0 против «Академия Пандева» (3:0) в первом квалификационном раунде Лиги Европы сезона 2019/2020. Лендрич впервые появился в лиге за «Зриньски» после девяти лет 21 июля 2019 года в гостевом проигрыше от «Сараево» (0:1). Свой первый гол в лиге после своего возвращения в «Зриньски» забил 24 августа в домашней победе со счетом 4:0 против «Бораца» (Баня-Лука). 10 декабря 2019 года Лендрич принял решение расторгнуть контракт и покинул клуб.
Спустя два с половиной года после ухода из «Железничара», 7 января 2020 года, он вернулся в сараевский клуб, подписав контракт сроком на полтора года. Он сыграл свой первый официальный матч после возвращения в «Железничар» 22 февраля 2020 года против «Радника» (0:0). Через неделю Лендрич забил первый гол после своего возвращения в клуб в победном матче против «Звезда 09» (3:0). В мае 2021 года он покинул «Железничар».
В 2021 году стал игроком кипрского клуба «Неа Саламина», но ни одного матча за клуб не сыграл. В следующем году присоединился к болгарской команде «Царско село», где сыграл 2 матча и покинул клуб после его рассформирования.
Сезон 2022/2023 провёл в бельгийском клубе «Рупель Бом» из Национального дивизиона 1.
В 2023 году вернулся в Хорватию, где присоединился к клубу «Хрватски Драговоляц».

## Карьера за сборную
На международном уровне Лендрич представлял Хорватию на всех юношеских уровнях и был частью команды, участвующей на молодёжном чемпионате мира 2011 года под руководством Ивицы Грня, где сумел забить гол в матче против Нигерии, завершившемся поражением хорватов со счетом 2:5.

## Достижения
- Лучший бомбардир чемпионата Боснии и Герцеговины: 2010/11 (16 голов), 2016/17 (19 голов)